# Парафазия
Парафазия (устар.; paraphrasia; пара- + греч. phrasis речь, оборот речи) — расстройство речи, заключающееся в утрате ее смысла и грамматического строя и применении искусственно созданных слов.
Парафазия является особенностью афазии (утраты имевшейся речи), главным признаком которой является нарушение высказывания, замена правильных букв и слогов.
Человек, страдающий парафазией, заменяет корректные слова в предложении на совершенно непонятные и неестественные в данном употреблении и в конкретной ситуации.

## Причины возникновения
Парафазия может встречаться у людей разного возраста.
Причины возникновения нарушения у взрослых:
1. расстройство мозгового кровообращения
2. инфекционные заболевания, поражающие головной мозг
3. травмы
4. результат тромбоэмболий
5. разрыв аневризм
6. опухоли и кисты головного мозга

В детском возрасте к вышеперечисленным причинам стоит добавить:
1. гипоксии плода
2. травмирования матери во время беременности
3. самопроизвольное прерывание беременности
4. асфиксия новорожденного
5. травма, полученная при родах
6. соматические заболевания матери во время вынашивания плода
7. внутриутробное инфицирование.

## Виды нарушения
- Вербальная парафазия — болезненное явление, чаще всего встречающееся при акустико-мнестической афазии. Характеризуется заменой нужного слова другим, входящим вместе с ним в одно ассоциативное поле (например, вместо слова стол употребляется слово стул).
- Литеральная парафазия — замена звука или буквы в слове на другие, возникающая при афазии — и проявляющаяся как в устной речи, так и в письменной. При различной локализации поражения литеральная парафазия — приобретает характерные черты. Так при сенсорной афазии замена осуществляется фонематически близкими звуками или буквами («„с“» заменяется на «„з“», «„б“» — на «„п“»). При афферентной моторной афазии происходит замена на элементы, близкие по способу произношения («„л“» — на «„н“», «„м“» — на «„б“»).
- Зеркальная парафазия — в данном случае пациент произносит начало и конец слова правильно, а середину слова справа налево.